# NO MORE 恋愛ごっこ
「NO MORE 恋愛ごっこ」（ノー・モア れんあいごっこ）は、おニャン子クラブの7枚目のシングルとして1987年1月21日にキャニオン・レコード（現・ポニーキャニオン）から発売された。

## 背景
メインボーカルは、富川春美、永田ルリ子、岩井由紀子、白石麻子。
表題曲「NO MORE 恋愛ごっこ」は、メンバーの新田恵利が主演するフジテレビ系月曜ドラマランド『ねらわれた学園』の主題歌として書き下ろされた楽曲。
シングルとしては唯一ペーパー・スリーブジャケット仕様であり、歌詞にメンバーの歌唱パート割りが表記され、翌月リリースのアルバム『SIDE LINE』の歌詞カードにおいても同様である。
B面「あなただけ おやすみなさい」はアルバム『SIDE LINE』ではアルバム・バージョンで収録されている。

## 収録曲
全作詞:秋元康
1. NO MORE 恋愛ごっこ
  - 作曲・編曲:後藤次利
  - フジテレビ系月曜ドラマランド『ねらわれた学園』主題歌
2. あなただけ おやすみなさい
  - 作曲:高橋研　編曲:佐藤準

## 収録作品
- SIDE LINE (#2) ※アルバム・バージョン
- 家宝 (#1)
- おニャン子クラブ ベスト (#1)
- おニャン子クラブA面コレクション Vol.4 (#1)
- おニャン子クラブB面コレクション Vol.4 (#2) ※アルバム・バージョン
- MYこれ!クション おニャン子クラブBEST
- 「おニャン子クラブ」SINGLESコンプリート
- Myこれ!チョイス 14 「夢カタログ」＋シングルコレクション
- おニャン子クラブ大全集 for HiQualityCD 上・下巻 限定CD-BOX